# Кыска-кюй
 Кыска-кюй (баш. ҡыҫҡа көй, тат. кыска көй от ҡыҫҡа — короткий, көй — напев, мелодия) — жанр башкирского и татарского музыкально-поэтического фольклора, быстрая короткая песня.

## История
Первые записи кыска-кюй опубликованы С. Г. Рыбаковым в книге «Музыка и песни Уральских мусульман с очерком их быта» (СПб., 1897).

## Характеристика жанра
Кыска-кюй в башкирской и татарской народной музыке является жанровой противоположностью узун-кюй. Является средством выражения оптимизма, эмоционального подъема. Отличается танцевальностью и активной ритмикой. Особенность жанра — квадратность мелодической и метроритмической структуры, периодичность и равномерное чередование ритмических долей.
Кыска-кюй исполняется в быстром темпе.
Стихи складываются из восьми или семи слогов, которые делятся на полустишия (4+4, 4+3 слога).
К кыска-кюй относятся мелодии плясок и лирических танцев (бейеү көйө, бию көе) «Ирендык», «Семь девушек», «Алты егет», «Зарифа», (kыланып-бейеу) «Алтын комеш», «Агидель каты ага», «Әпипә», «Кара юрга», «Карабай», «Гульназира», пьесы «Кук дунэн», «Турат сагылы», марши «Перовский», «Маршрут», «Ак-Мечеть», Тала, тала, зимагорские песни.

## Влияние на книжную поэзию
Форма силлабического стиха с регулярным чередованием 8 и 7 слогов была заимствована из фольклора в авторскую башкирскую поэзию XX века. По данным Б. В. Орехова, в этой форме написано около 8 % всех башкирских стихотворений. Пик интереса к этой форме приходится в башкирской поэзии на 1940-е годы. Это военное время, в которое поэты тяготели к «публицистической лирике», форме «стиха-агитки», и форма кыска-кюй подходила для этого больше, чем другие жанры.
Основные темы кыска-кюй в башкирской поэзии — пламенная любовь, изображение цветов и растений, пение птиц.